# Arbacia punctulata
Arbacia punctulata (Lamarck, 1816) è un riccio di mare della famiglia Arbaciidae.

## Descrizione
Arbacia punctulata ha il corpo leggermente compresso lungo l'asse verticale e può raggiungere i 6-8 cm di diametro. Tutta la sua superficie è ricoperta da numerosi aculei acuminati e sul lato ventrale si trova l'apertura orale ampia e quasi piatta.

## Organismo modello
Questa specie è un organismo modello in biologia dello sviluppo, le uova possono essere facilmente manipolate e fecondate in laboratorio, si sviluppano rapidamente e in modo sincrono.